# Adenomus
Adenomus é um pequeno gênero de sapos verdadeiros com apenas três espécies endêmicas, no Sri Lanka. Adenomus kandianus é agora considerada extinta.

## Espécies
| Nome binomial e autor                                 | Nome comum     |
| ----------------------------------------------------- | -------------- |
| Adenomus dasi Manamendra-Arachchi & Pethiyagoda, 1998 |                |
| Adenomus kandianus (Günther, 1872)                    |                |
| Adenomus kelaartii (Günther, 1858)                    | Kelaart's Toad |

## Refereências
- «Amphibian Species of the World 5.1 - Adenomus». Consultado em 10 de abril de 2008[ligação inativa]
- amphibiaweb.org Adenomus kandianus
- Global Amphibian Assessment - Adenomus kandianus
- Manamendra-Arachchi, K., Pethiyagoda, R. (1998). A synopsis of the Sri Lankan Bufonidae (Amphibia: Anura), with description of two new species. J. South Asian nat. Hist., 3(2), 213-248.
- Dutta, S.K. & Manamendra-Arachchi, K. (1996). The Amphibian Fauna of Sri Lanka. WHT, Colombo, Sri Lanka.